# Dominik Klenk

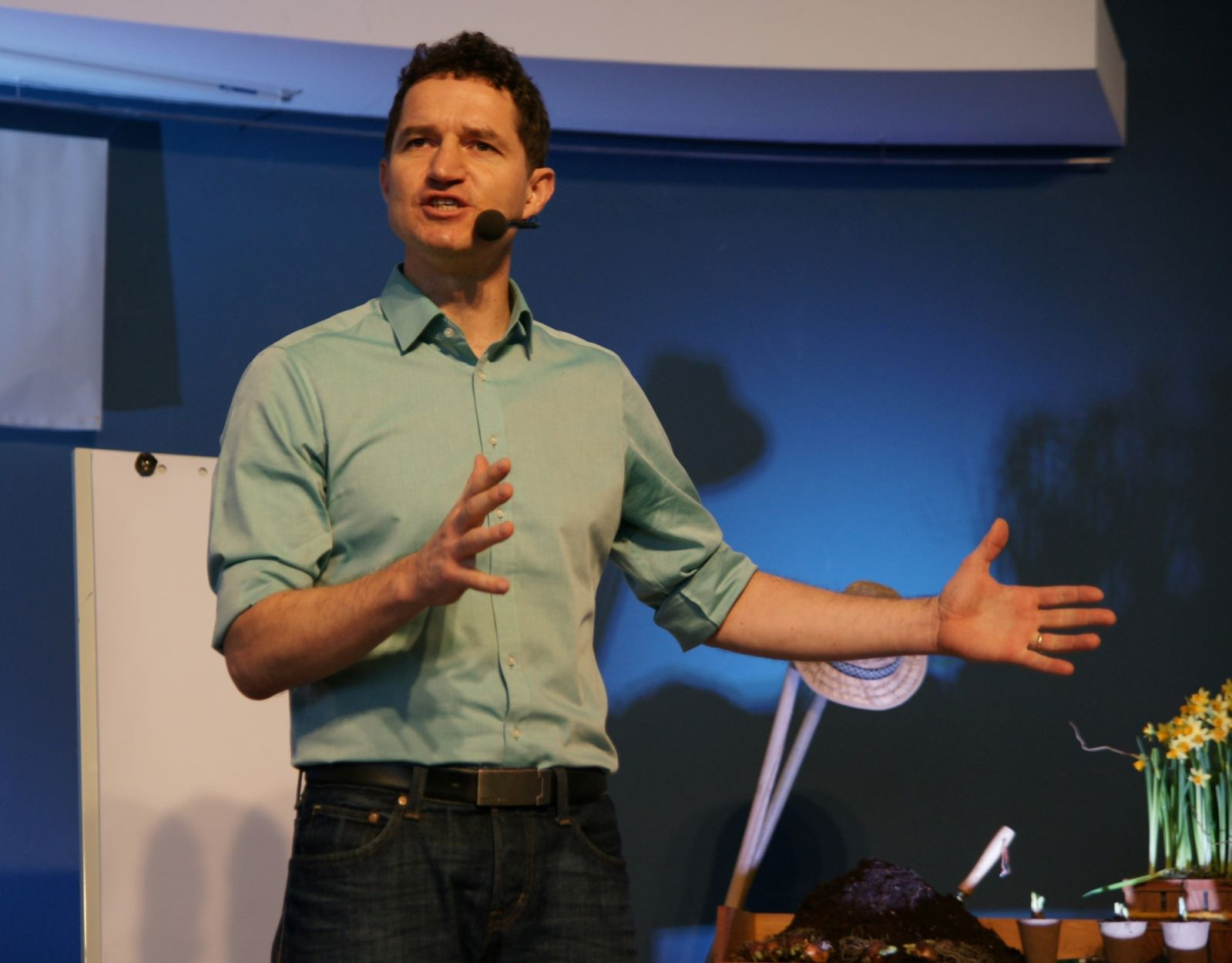

Dominik Klenk (* 26. September 1968) leitet den Fontis Verlag in Basel und Lüdenscheid. Er ist Autor, ein Vertreter der Dialogphilosophie, Journalist und war erster Prior der ökumenischen Kommunität Offensive Junger Christen.

## Leben
Dominik Klenk spielte nach dem Abitur von 1987 bis 1989 beim VfL Heppenheim in der 2. Handball-Bundesliga. Anschließend studierte er von 1991 bis 1997 Journalistik, Philosophie und Lateinamerikanistik an der Katholischen Universität Eichstätt. Dort promovierte er 2002 mit einer Arbeit über den Philosophen Eugen Rosenstock-Huessy.
Von 2002 bis 2012 leitete Klenk die ökumenische Kommunität Offensive Junger Christen, die in Reichelsheim (Odenwald) und in Greifswald ihre Niederlassungen hat. Von 2008 bis 2012 war er ihr erster Prior. Er war Herausgeber der Zeitschrift Salzkorn. Seit Oktober 2012 ist er Verlagsleiter und Geschäftsführer des Brunnen-Verlags Basel. Dominik Klenk hat 2014 das Verlagslabel Fontis gegründet. Seit 2016 firmiert der Verlag unter dem Namen Fontis AG in Basel, und Fontis Media GmbH in Lüdenscheid.
Klenk ist verheiratet und Vater von drei Kindern.

## Arbeitsfelder
In seinen wissenschaftlichen Beiträgen befasst sich Klenk vor allem mit der neuzeitlichen Dialogphilosophie. Neben den Werken Rosenstock-Huessys sind auch die von Martin Buber Gegenstände seiner Forschung. Als Mitglied der Martin-Buber-Gesellschaft rezensiert er neuere philosophische Literatur und veröffentlicht Essays zu verschiedenen Themen in der Zeitschrift Im Gespräch. Für die Wochenzeitung Die Zeit führte er im März 2011 ein Interview mit dem Philosophen Robert Spaemann.
Seit seiner wissenschaftlichen Arbeit an dem literarischen Erbe von Martin Buber engagiert sich Klenk in der Versöhnungsarbeit zwischen Juden und Christen. Zwischen 2003 und 2012 hat er internationale Versöhnungstreffen zwischen Israelis und Deutschen gemeinsam mit dem Israeli Ilan Brunner verantwortet, dem Begründer der Initiative Disraelis. Ziel der Begegnungen war es u. a. jungen Erwachsenen, die durch Terrorangriffe oder in der Armee verwundet wurden, Angehörige verloren haben und teilweise stark traumatisiert sind, eine Auszeit von Krieg und Schrecken zu ermöglichen. Ebenso wurden im Rahmen des Projektes traumatisierte Eltern eingeladen, die ein Kind im Krieg verloren hatten oder deren Kinder schwer verletzt wurden.
Auch als Verleger hielt Klenk an seinem Engagement und seinem Einsatz für die Lebensgeschichten jüdischer Bürger fest. Er publizierte 2014 die Lebensgeschichten der Jüdin Hannah Zack Miley. 2019 folgte die Geschichte des Holocaust-Überlebenden Joe Rubinstein unter dem Titel Auschwitz #34207. 2022 publizierte er Holocaust von Susanna Kokkonen, ein Buch über die Geschichte des Antisemitismus und den Hass auf das Volk Israel.
Dominik Klenk arbeitet als Coach für Teamprozesse und Community-Building. Er gründete 2003 gemeinsam mit Roland Werner und dem evangelischen Bischof Christian Zippert das TGG (Treffen geistlicher Gemeinschaften) in der Evangelischen Kirche in Deutschland (EKD).
Dominik Klenk forschte und reflektierte über die Psychohistorie von Gemeinschaften und Gruppenprozessen.
Er hat die Jungunternehmerforen 20x09 und 20x10 mit gestaltet.
Klenk ist Ideengeber des erlebnispädagogischen Erfahrungsfeldes auf Schloss Reichenberg. Unter seiner Leitung entwickelte ein Team aus Architekten, Landschaftsgärtnern, Pädagogen und Künstlern von 2005–2010 die mittelalterliche Burganlage im Odenwald zu einer Besuchs-Fortbildungsstätte mit einem Schwerpunkt im Bereich Teambuilding.
Klenk vertritt die Grundthese, dass Menschen in ihrer Grundhaltung Empfangende sind. Beziehungen in Teams und Gruppen könnten nur wachsen und prosperieren, wenn sie Liebe empfangen und weiter schenken.
Dominik Klenk ist Initiator, Architekt und Mitautor des Evangelischen Jugendkatechismus YOUBE. Ziel des Katechismus ist es, der jungen Generation die Basics des christlichen Glaubens zu vermitteln. Dem Buch zur Seite steht ein crossmediales Konzept, um über soziale Netzwerke und digitale Arbeitsvorlagen Gemeinden und junge Menschen bei der pädagogischen und missionarischen Arbeit mit dem YOUBE zu unterstützen.
Dominik Klenk verantwortete von 2012 bis 2017 gemeinsam mit dem Philologen Urs Stingelin die Revision der Bibelübersetzung Hoffnung für alle, eine der meistgelesenen kommunikativen Bibelübersetzungen.
Klenk gründete 2004 die ojcos-stiftung und war bis 2019 ihr Vorstandsvorsitzender. Die Stiftung ist in dieser Zeit enorm gewachsen und unterstützt insbesondere Projekte im Bereich Familie, interkulturelles Lernen und Völkerverständigung.

## Positionen
Klenk setzt sich für die Familie aus Mann und Frau sowie für ein Therapierecht für „veränderungswillige Homosexuelle“ ein.
Klenk vertritt traditionelle Werte und Lebensformen. In Schriften und Vorträgen bezieht er Stellung gegen die Nivellierung der Geschlechterunterschiede. In der so genannten Gender-Politik sieht er eine lautlose Revolution gegen die „schöpfungsgemäßen“ Unterschiede zwischen Mann und Frau. Für homosexuelle Menschen, die ihre sexuelle Orientierung ändern wollen, fordert Klenk das „Recht auf therapeutische Begleitung“. Als einen der hervorstechenden Unterschiede zwischen männlichen homosexuellen und heterosexuellen Partnerschaften sieht Klenk, aufgrund, so von ihm interpretierter Studien, den Sex mit wechselnden Partnern außerhalb der festen Beziehung. Die Reform des Pfarrerdienstrechtes mit einer offiziellen Öffnung für gleichgeschlechtliche Lebenspartnerschaften im Amt, sei ein Zündeln im sowie eine Demontage des Pfarrhauses; Gleichgeschlechtliche Lebenspartnerschaften würden es in ein „Freudenhaus“ verwandeln.
Klenk setzt sich für die Ökumene ein. Er referiert und publiziert auf zahlreichen evangelischen und katholischen Foren. Der katholische Philosoph Robert Spaemann nennt diesen Ansatz den Versuch einer anderen Ökumene: Nicht die Ökumene des kleinsten gemeinsamen Nenners bzw. der Schnittmenge konfessioneller Überzeugungen und Fallenlassen des Restes als Privatsache.
Als Dialogphilosoph beschäftigt sich Klenk kritisch mit den Auswirkungen einer zunehmend technisierten und digitalisierten Lebenswelt auf den Menschen. Er vertritt die These, dass die Digitalisierung eine exponentielle psycho-soziale Beschleunigung des menschlichen Lebens zur Folge hat. „Wer schneller lebt, ist früher fertig“ sei ein wirkmächtiges Credo der späten Moderne, dem heute kaum zu entkommen sei. Ein Gegengewicht zu dieser allgegenwärtigen Hintergrundstrahlung von Beschleunigung und Entfremdung sei nur durch das Erkämpfen kontemplativer Zeitfenster zu bekommen.

## Würdigungen
- Dominik Klenks Forschungen zum philosophischen Werk Rosenstock-Huessys wurden 2002 von der Katholischen Universität Eichstätt als hervorragende wissenschaftliche Arbeit ausgezeichnet.[33]

- Ebenfalls 2004 erhielt Dominik Klenk einen 3. Preis der BMW-Group für die Organisation und Durchführung des internationalen Baucamps Bausteine für ein gelingendes Zusammenleben im 21. Jahrhundert.[34]

## Veröffentlichungen (Auswahl)
- „Gegenwartsverlust“ in der Kommunikationsgesellschaft. Anstöße zu einer dialogischen Ethik der (Massen)Kommunikation mit Martin Buber und zwei Gespräche mit Harry Pross. Lit, Münster 1999, ISBN 3-8258-4109-X.
- Metanomik – Quellenlehre jenseits der Denkgesetze. Eugen Rosenstock-Huessys Wegbereitung vom ich-einsamen Denken der neuzeitlichen Philosophie zur gelebten Sprachvernunft. Agenda-Verlag, Münster 2003, ISBN 3-89688-175-2 (zugleich Dissertation Eichstätt 2001).
- Riskiere dein Herz: Wunder und Wagnisse – mit Gott erlebt. Gießen 2008, ISBN 3-7655-1909-X.
- Gender Mainstreaming: Das Ende von Mann und Frau? Gießen 2009, ISBN 3-7655-1441-1.
- Lieber Bruder in Rom. Ein evangelischer Brief an den Papst. Knaur TB, München 2011, ISBN 3-426-78524-2.
- Wie Gefährten leben. Eine Grammatik der Gemeinschaft. Brunnen Verlag, Gießen 2013, ISBN 978-3-7655-1307-7.
- YOUBE. Evangelischer Jugendkatechismus. Zusammen mit Bernd Wannenwetsch und Roland Werner. Basel 2015, ISBN 978-3-03848-034-1.
- Berufung: Aufs Ganze gehen. Gießen 2010, ISBN 978-3-7655-4096-7.
- Vom Neid befreit. Meins und Deins, und die Kunst zufrieden zu sein. Gießen 2011, ISBN 978-3-7655-4139-1.
- Der christliche Glaube für Entdecker: Die Basics des Glaubens für Kinder. Basel 2020, ISBN 978-3-03848-195-9.